# Рыбница (озеро)
Ры́бница (бел. Ры́бніца) — озеро в Гродненском районе Гродненской области Белоруссии. Относится к бассейну реки Пыранка.

## Описание
Озеро Рыбница располагается в 20 км к востоку от города Гродно. Неподалёку находятся агрогородок Озёры и деревня Старина. Высота водного зеркала над уровнем моря — 113,1 м.
Площадь поверхности озера составляет 2,48 км². Длина — 4,78 км, наибольшая ширина — 0,9 км, длина береговой линии — 10,62 км. Наибольшая глубина — 5,8 м (по более старым данным — 7,7 м), средняя — 2,3 м. Объём воды в озере — 5,7 млн м³. Площадь водосбора — 403 км².
Котловина озера лощинного типа, вытянутая с юго-запада на северо-восток. Высота склонов варьируется от 3—5 до 17 м. Береговая линия извилистая. Западный и северо-западный берега озера сливаются со склонами котловины. Остальные берега низкие, песчаные. Мелководье песчаное, узкое, расширяющееся на юге и в заливах. Дно возле берегов песчаное, на глубине — выстланное сапропелем.
Озеро Рыбница является проточным: через него протекает река Пыранка, впадают река Стриевка, ручьи и каналы.
В озере водятся плотва, линь, щука, окунь, краснопёрка, лещ, уклейка, карась и другие виды рыб.
Вокруг озера организована зона отдыха. Промысловый лов рыбы и использование плавсредств с мотором запрещены. Для граждан организовано любительское рыболовство.

## Рыбницкое месторождение сапропеля
Сапропель озера Рыбница — кремнезёмистого типа. Слой объёмом 7,46 млн м³ занимает 91 % площади озёрного дна и обладает средней мощностью 3,3 м при наибольшей 7,2 м. Естественная влажность составляет 85 %, зольность — 68 %, водородный показатель — 7,4. Содержание в сухом остатке (в процентах): извести — 7,8, азота — 1,7, калия — 0,3, фосфора — 0,5.